# ロイズタウン駅
ロイズタウン駅（ロイズタウンえき）は、北海道石狩郡当別町当別太（とうべつぶと）にある、北海道旅客鉄道（JR北海道）札沼線（学園都市線）の駅である。駅番号はG11-1。
一部の列車は当駅を通過する。

## 概要
当別町とチョコレートの製造・販売で知られ町内に工場を置く札幌市の製菓会社ロイズコンフェクト（以下「ロイズ社」）による請願駅であり、駅舎整備費およびプラットホーム建設費約9.3億円はロイズ社、駅前広場整備費約6億円は当別町が負担した。年あたり駅舎維持費約500万円はJR北海道が負担する。
開業当時、北海道内の在来線の新駅は2002年（平成14年）開業の函館本線流山温泉駅以来20年ぶり、札沼線（学園都市線）の駅としては1988年（昭和63年）開業の八軒駅以来であった。

## 歴史
当駅の300 m北に位置するロイズ社ロイズタウン工場（旧：ふと美工場、駅開業後に改称）の集客機能強化などを目的とした増設工事に関連しての来訪者の利便性向上、周辺での宅地や集客施設開発の民間資本呼び込みを目的に計画された。
付近のロイズ社工場の従業員だけで1日約500人の駅利用を見込んでいる。

### 年表
- 2020年（令和2年）
  - 1月17日：当別町とロイズ社が新駅設置を求める要望書をJR北海道に提出[新聞 6]
  - 2月21日：JR北海道、当別町、ロイズ社、北海道運輸局、北海道による協議開始[新聞 4]。
  - 9月：当別町が新駅建設費用と周辺開発の財源に充てる基金創設を決定[新聞 7]。
  - 10月：新駅の実施設計開始[新聞 8][新聞 7]。
  - 10月14日：JR北海道が設置の方針を固める[JR北 1]。
  - 10月15日：当別町が住民説明会を開催[新聞 9]。
- 2021年（令和3年）
  - 4月14日：JR北海道が駅名をロイズタウン（英語表記：ROYCE' Town）と発表[JR北 3][新聞 3]。
  - 5月：駅舎とホームの整備に着手[新聞 2]。
  - 6月：駅前広場が着工[新聞 10][新聞 11][新聞 12][新聞 8]。
- 2022年（令和4年）
  - 3月12日：開業[JR北 2] [4]。開業当初より全列車（84本）のうち約9割（75本）の列車が停車する[JR北 2][JR北 4]。これは、札沼線（学園都市線）の線路容量が少ないことから、運転間隔を確保するための措置である[1]。
  - 12月1日：駅前広場が供用開始[2][注釈 4]。

### 駅名の由来
整備主体のひとつであるロイズ社の社名から。「本プロジェクトの趣旨やランドマークとなる施設を考慮して」JR北海道が決定した。
2025年（令和7年）4月には、ロイズタウン工場および駐車場などの敷地（約10ha）が地名としても「ロイズタウン」となった。

## 駅構造
北海道医療大学方へ向かって左手に、長さ135 m、幅2.6 mの単式ホーム1面1線を有する地上駅。
無人駅である。駅舎外観はロイズ社のコーポレートカラーである青を基調として、ロイズ社の工場をイメージした。駅舎内は当別町の木である白樺を使用し、待合設備のほか、自動券売機・自動改札機が設置されている。
駅前広場にはロータリー、駐輪場、トイレが整備されるほか、周辺の町道には、歩道が整備される。このうち、ロータリーと歩道は、国の社会資本整備総合交付金を活用して整備された。駅前広場には「カカオ＆チョコレートプラザ」の愛称がつけられた。

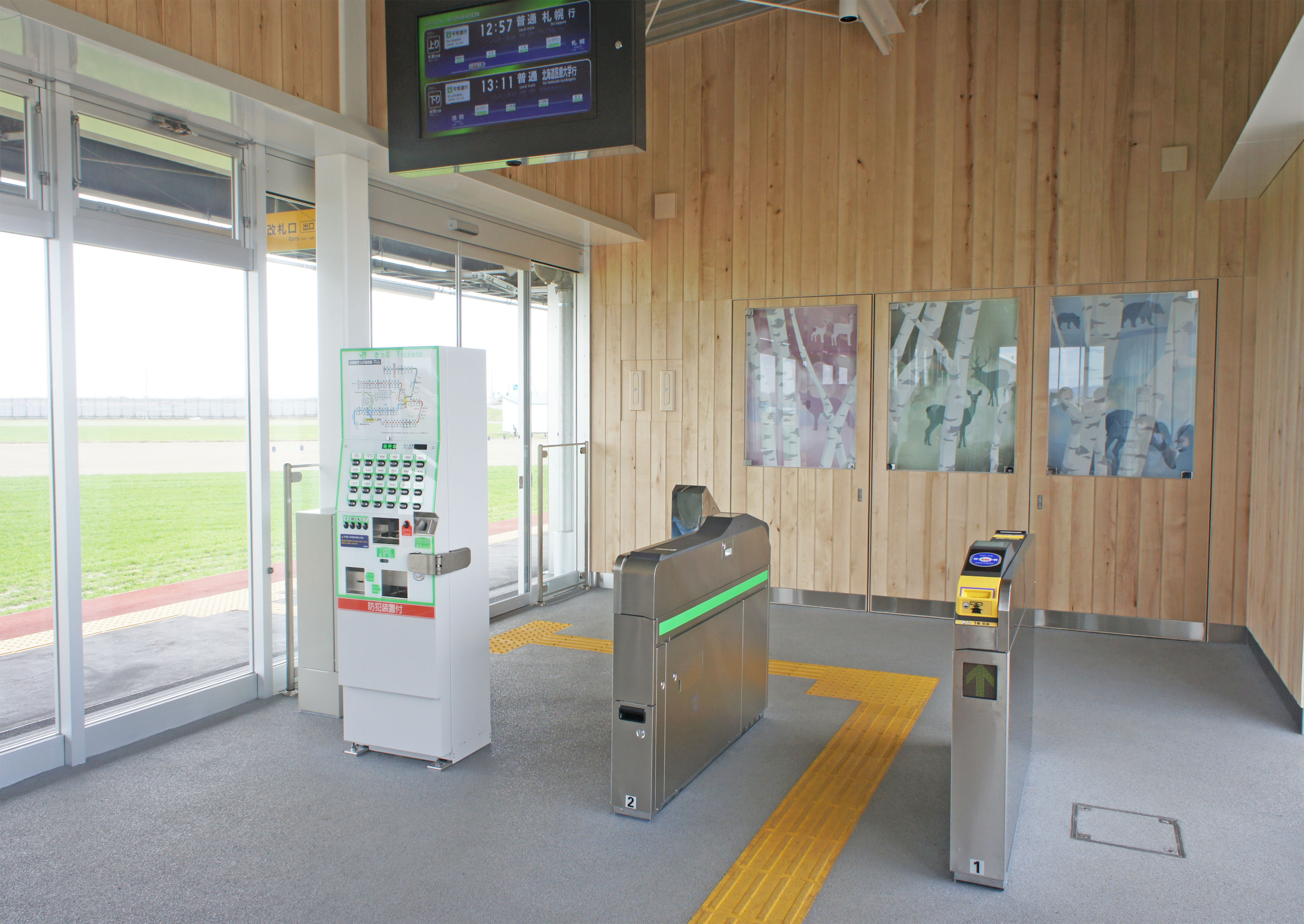
改札口（2022年4月）
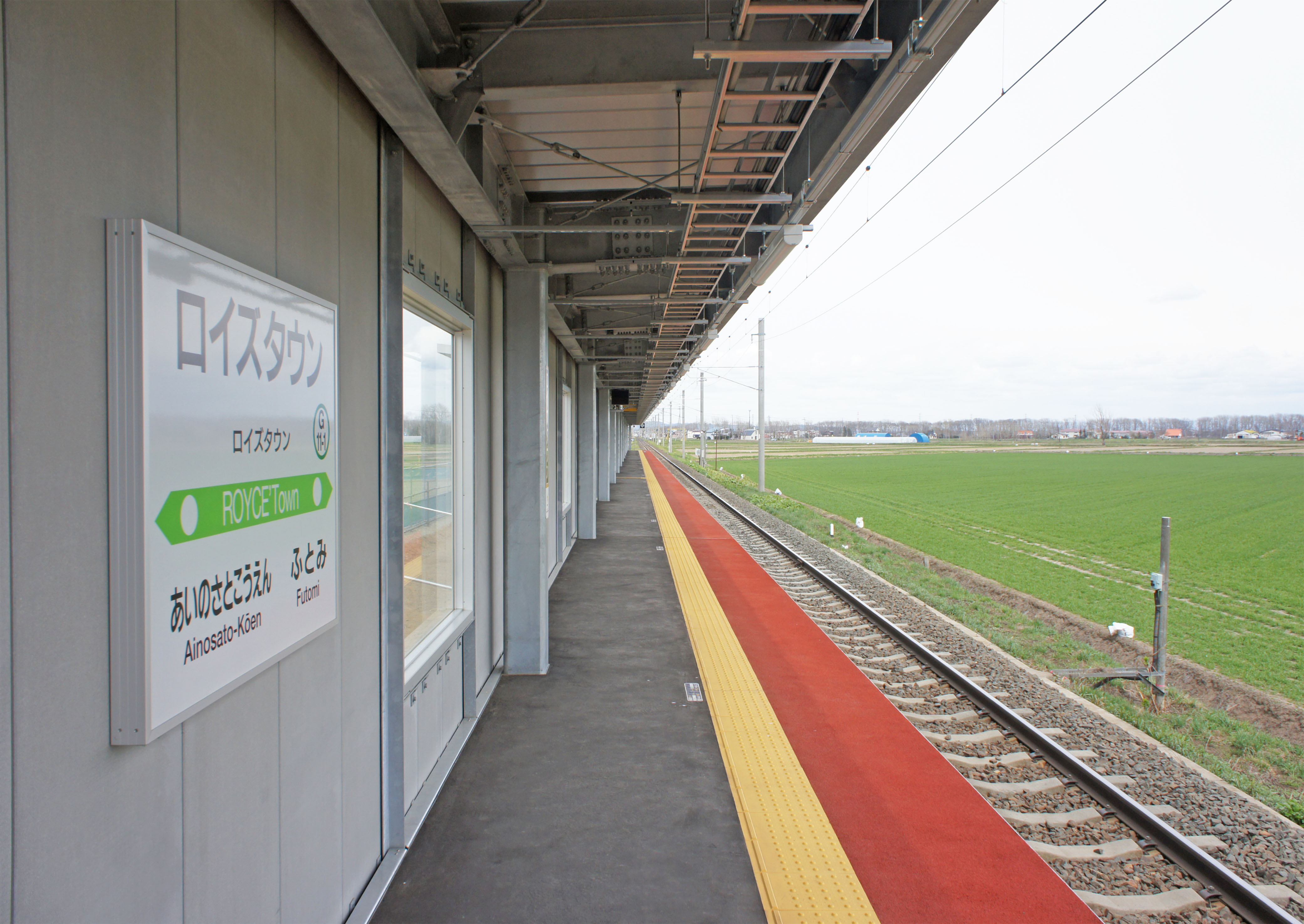
ホーム（2022年4月）
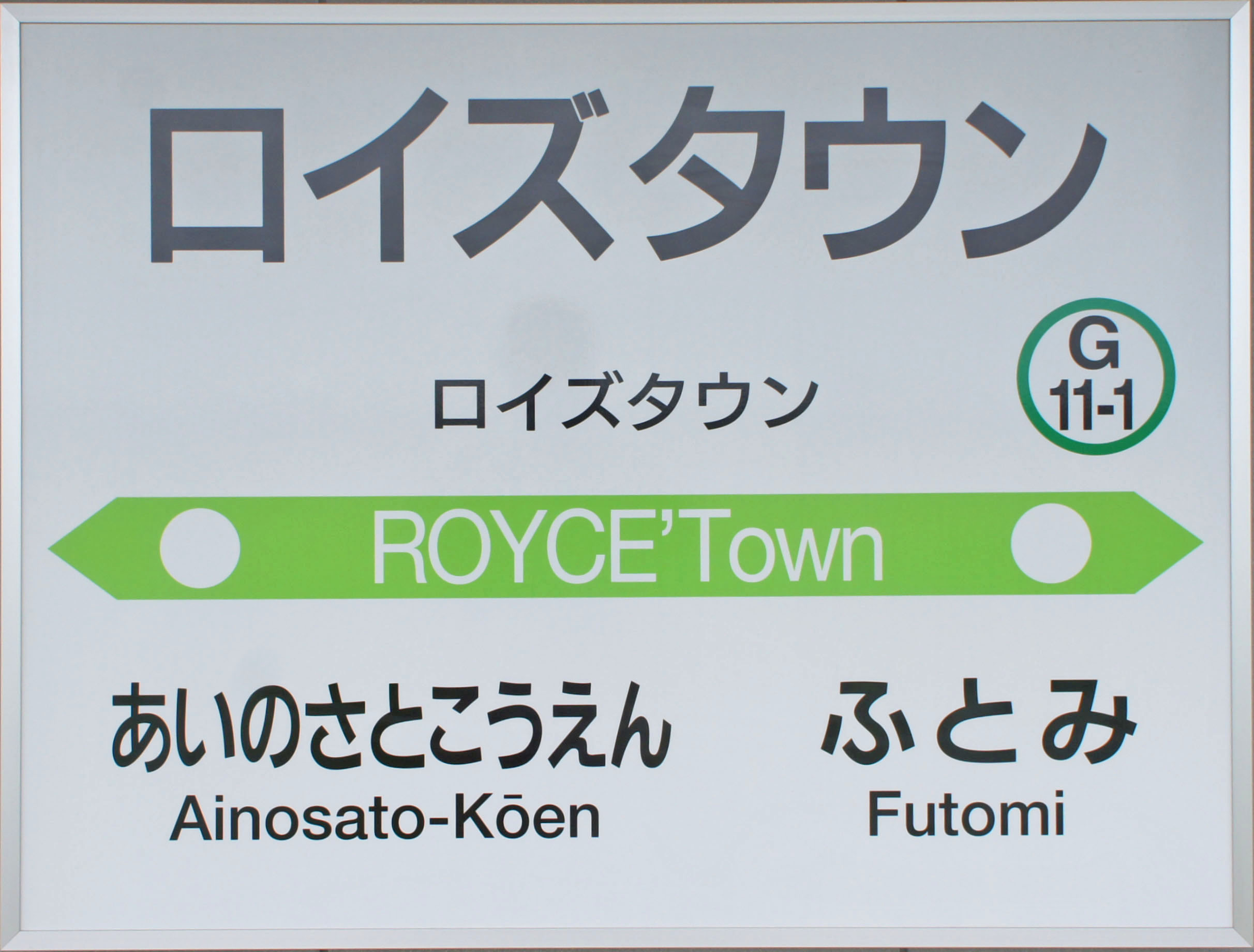
枝番号が付与された駅名標（2022年4月）

## 駅周辺
北側と西側は緑地になる見込みである。

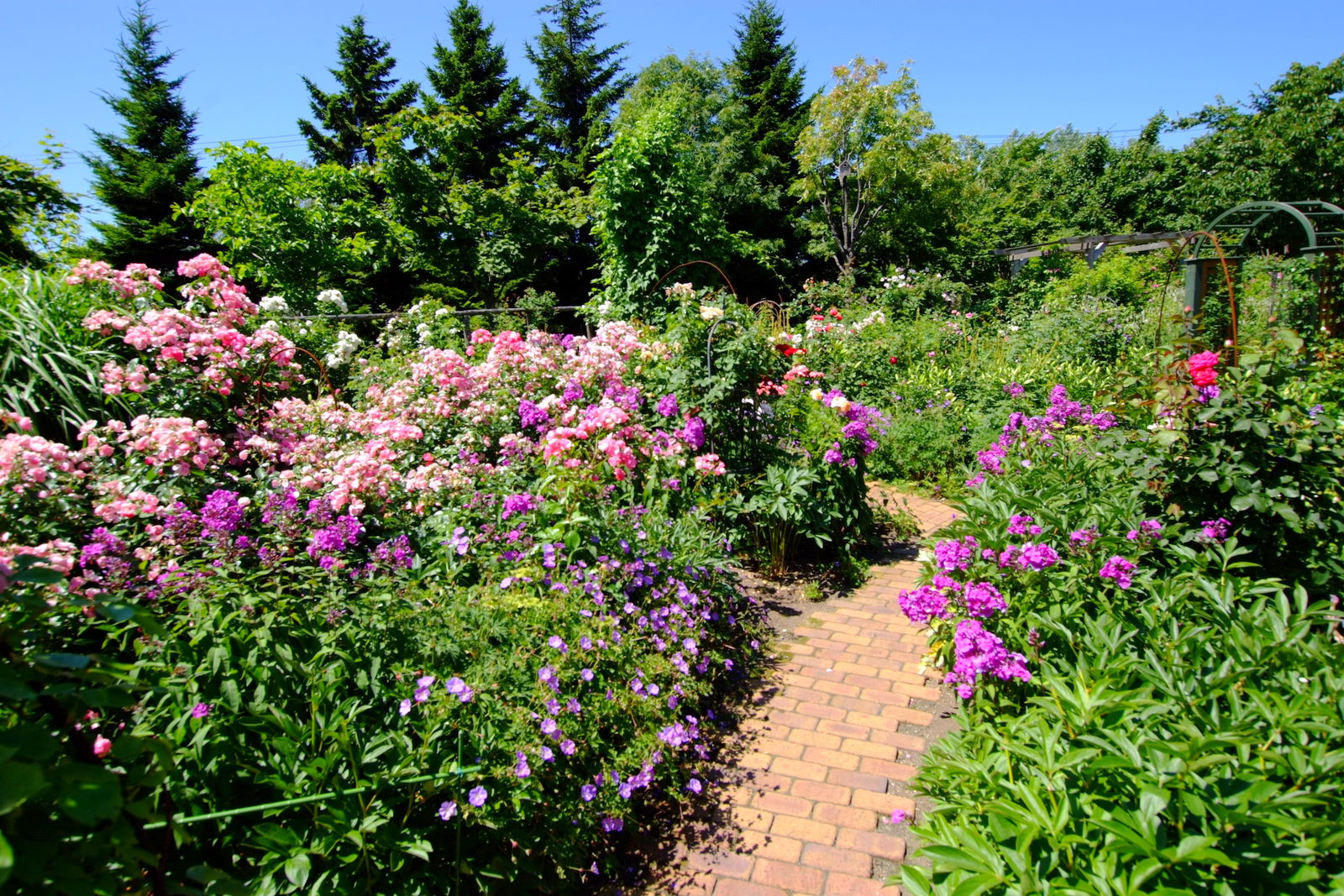
ロイズ　ローズガーデン（2013年）

- ロイズコンフェクトロイズタウン工場（旧ふと美工場、無料シャトルバスあり[9]）[新聞 5]
  - ロイズタウン工場直売店（旧ふと美工場直売店）
  - ロイズ ローズガーデンふと美
- 国道337号
- 北海道道112号札幌当別線

## 隣の駅
北海道旅客鉄道（JR北海道）
■札沼線（学園都市線）（一部列車は当駅通過）
あいの里公園駅 (G11) - ロイズタウン駅 (G11-1) - 太美駅 (G12)